# Nesselwitz

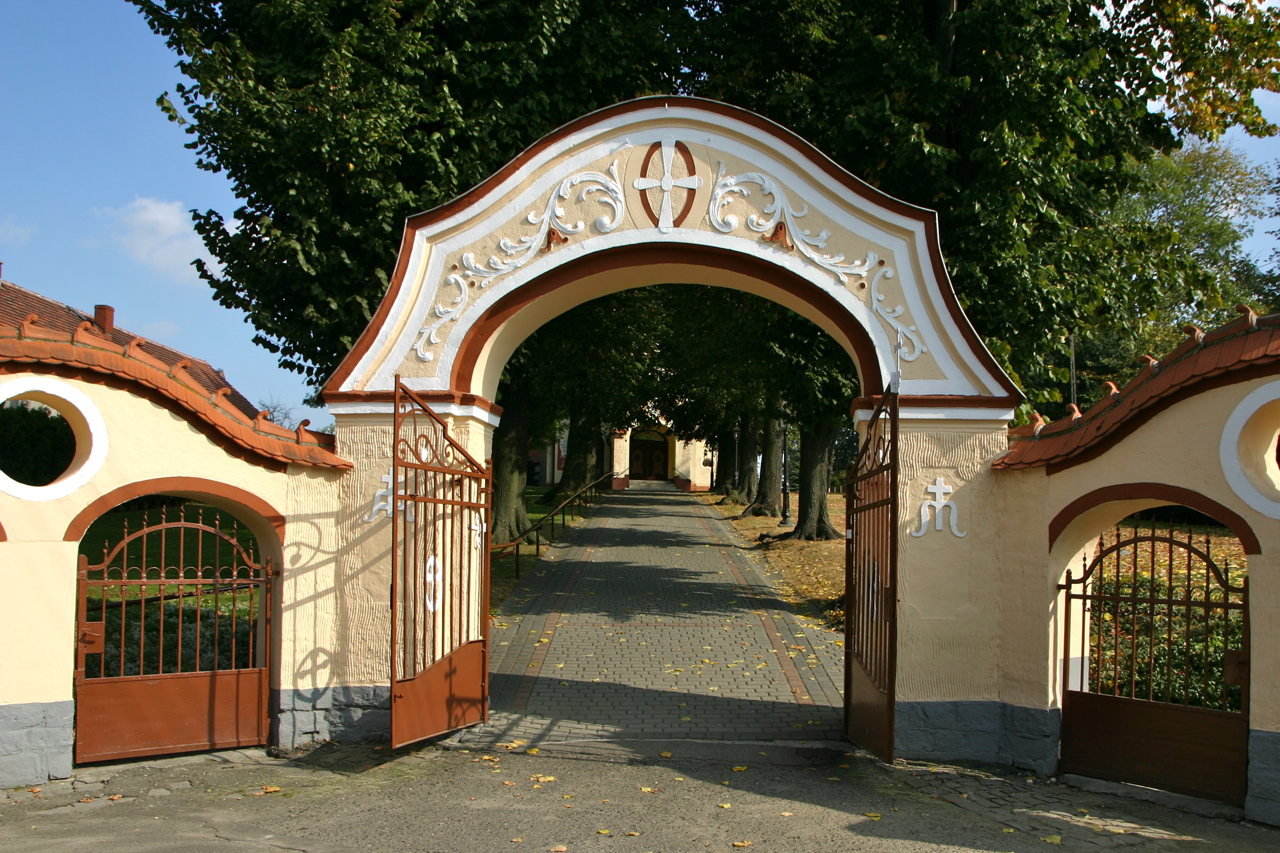
Eingang zur Kirche von Nesselwitz

Nesselwitz (polnisch Pokrzywnica) ist ein Ort in der Landgemeinde Reinschdorf im Powiat Kędzierzyńsko-Kozielski der Woiwodschaft Opole in Polen.
Seit dem 11. Januar 2011 ist Nesselwitz amtlich zweisprachig (polnisch und deutsch).

## Geschichte
Nesselwitz wurde im Jahre 1285 in einem Dokument erwähnt. 1740 wurde im Dorf eine St.-Sebastian-Kapelle gebaut, an deren Stelle am 26. Mai 1911 die neue St.-Sebastian-Kirche errichtet wurde. 1847 entstand eine katholische Schule mit einer Klasse. Zuvor hatten die Schüler eine Schule in Juliusburg besucht. 1903 wurde das Schulgebäude erweitert und 1936 eine neue, größere Schule errichtet. Durch die Eröffnung der Eisenbahnstrecke Kandrzin–Deutsch Rasselwitz am 1. Dezember 1876 (Länge 33,6 km, mit weiterem Anschluss in Richtung Neisse) erhielt Nesselwitz eine Eisenbahnanbindung. Von 1914 bis 1920 wurde die Straße von Cosel durch Wiegschütz–Nesselwitz–Twardawa nach Oberglogau (Reichsstraße 115) gebaut. Im Jahre 1920 begann die lokale Stromgenossenschaft mit der Planung der elektrischen Energieversorgung. Am 17. Dezember 1927 wurde Nesselwitz an das Stromnetz angeschlossen.
Bei der Volksabstimmung in Oberschlesien am 20. März 1921 wurden in Nesselwitz von 610 Wahlberechtigten 596 Stimmen abgegeben. Davon stimmten 532 (89,2 %) für den Verbleib bei Deutschland und 64 (10,7 %) für einen Anschluss an Polen. Es gab keine Enthaltungen. Folglich verblieb das Dorf in der Weimarer Republik.
1922 wurde die Freiwillige Feuerwehr gegründet und im Jahre 1958 ein Feuerwehrhaus an der Stelle, an der früher die Holzkapelle stand, gebaut. 1930 erwarb die Schlesische Siedlungsgesellschaft den Buttermilchhof in Nesselwitz und errichtete 13 Siedlerstellen, in die zwölf Familien aus Westfalen einzogen. Im Zweiten Weltkrieg wurde 1943 war in Nesselwitz ein Arbeitskommando britischer Kriegsgefangener aus dem Kriegsgefangenenlager Lamsdorf (Stalag VIII B) untergebracht. Nachdem die Rote Armee die Oder bei Cosel überquert hatte, wurde Nesselwitz von Teilen der 344. Infanterie-Division gesichert. In Nesselwitz hatten divisionseigene Sturmgeschütze des Hauptmanns Lederer und Teile des Artillerieregiments Stellung bezogen. Kommandeur dieses Regiments war Oberst Kiewitt. Am 18. März 1945 um 02:00 Uhr wurde Nesselwitz von der Roten Armee eingenommen.
Nach dem Zweiten Weltkrieg wurde Nesselwitz als Pokrzywnica unter polnische Verwaltung gestellt und gehört nach der Unterzeichnung des Deutsch-polnischen Grenzvertrags seit dem 16. Januar 1992 auch völkerrechtlich zu Polen. Bis 1949 wurde eine Polonisierung der nicht geflohenen Einwohner durchgeführt. Bewohner, die damit nicht einverstanden waren, wurden vertrieben. Da nicht alle Einwohner geflohen waren oder vertrieben wurden, konnte sich eine Deutsche Minderheit halten. Im Herbst 1945 wurden 19 Familien aus Ostpolen (ca. 150 Personen) angesiedelt. Die meisten von ihnen kamen aus Hanaczów. Im Januar 1946 wurde Nesselwitz Teil der Landgemeinde Wiegschütz. Seit 1948 existiert der Fußballverein LZS Pokrzywnica. Die ersten Spiele wurden auf dem Gelände des Truppenübungsplatzes ausgetragen, bis der neue Fußballplatz am Waldrand an der Straße nach Twardawa fertiggestellt wurde. Am 1. Januar 1973 fand eine erneute Verwaltungsreform statt, infolge derer Nesselwitz an die Landgemeinde Reinschdorf angeschlossen wurde, zu der es bis heute gehört. In der ersten Hälfte der 1980er Jahre wurde in Nesselwitz eine Folge der Fernsehserie „Blisko, coraz bliżej“ gedreht.

### Einwohnerentwicklung
Die Einwohnerzahlen von Nesselwitz:

## Sehenswürdigkeiten

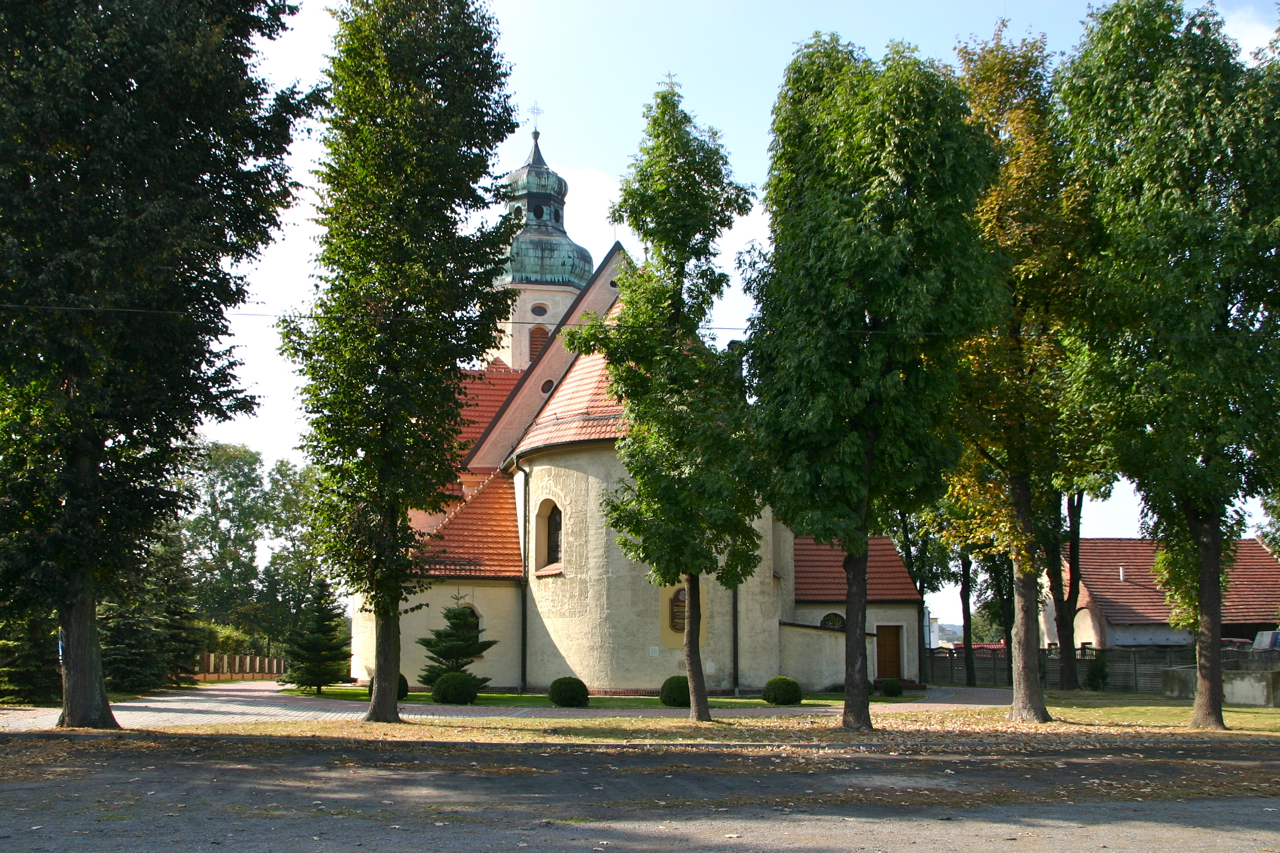
Die Kirche von Nesselwitz

- neubarocke Pfarrkirche St. Sebastian mit Jugendstil-Anklängen, erbaut 1910/1911, mit einer zur Kirche führenden Lindenallee.
- Statue des böhmischen Landesheiligen Johannes Nepomuk aus der ersten Hälfte des 19. Jahrhunderts an der Kirche.
- Statue des Schutzpatrons hl. Florian vor dem Feuerwehrhaus.
- Bildstöcke und Wegkreuze in Nesselwitz und Umgebung
- Nesselwitzer Wald, ca. 200 ha groß

## Weblinks

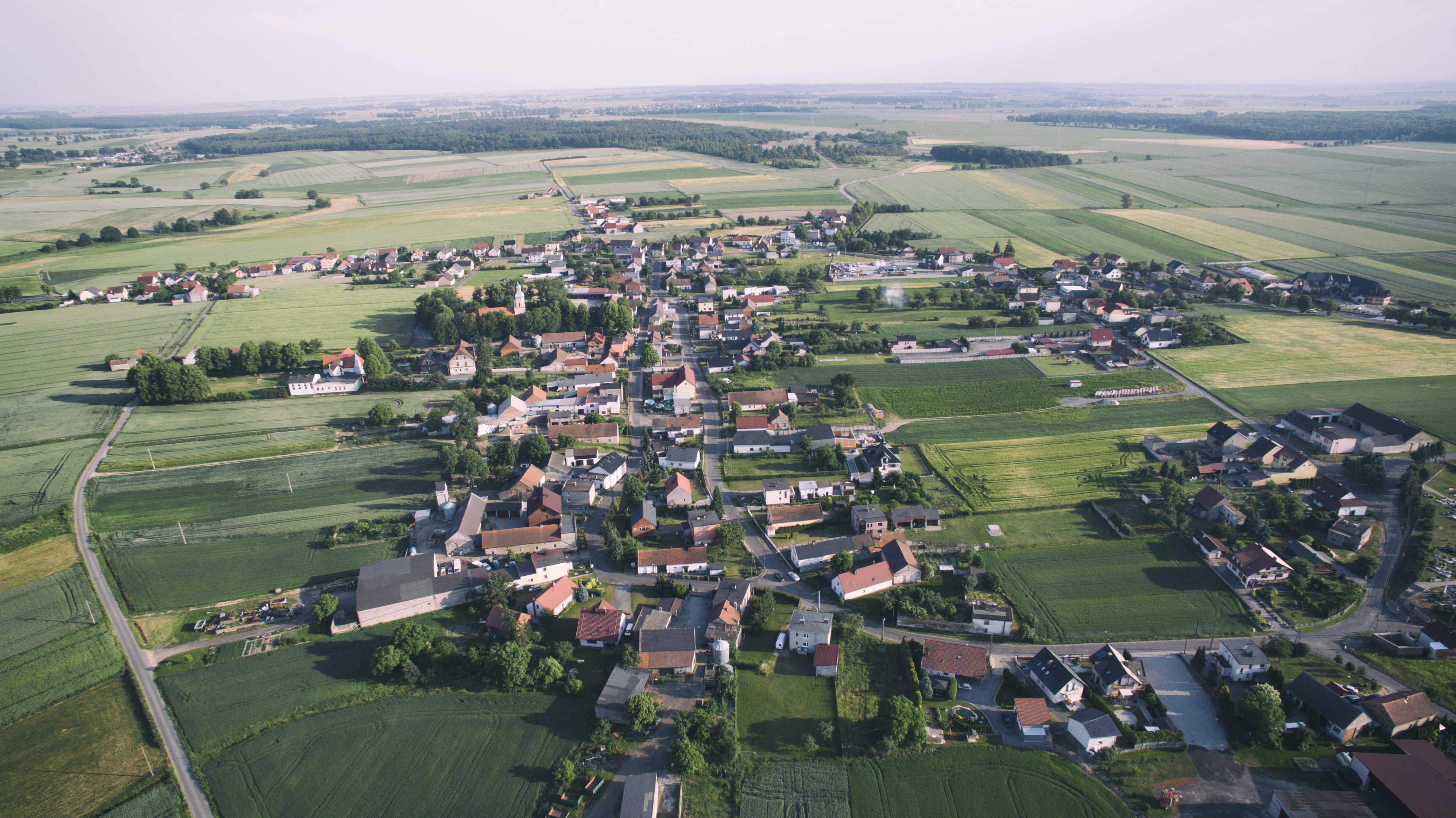
Das Dorf aus der Vogelperspektive